# Schwerin (Familienname)
Schwerin ist ein Familienname, der vor allem im deutschsprachigen Raum vorkommt.

## Namensträger
- Albert Graf von Zieten-Schwerin (1835–1922), deutscher Gutsbesitzer und Politiker
- Alexandra von Schwerin (* 1962), deutsche Schauspielerin und Hörspielsprecherin
- Alfred Graf von Schwerin (1859–1946), deutscher Adliger
- Amélie von Schwerin (1819–1897), schwedische Malerin
- Anton Graf Schwerin von Krosigk (1925–2022), deutscher Politiker und Landrat
- Bernhard von Schwerin (1831–1906), deutscher Großgrundbesitzer und Politiker
- Bogislaw von Schwerin (1622–1678), kurbrandenburgischer Kammerherr, Geheimer Kriegsrat und Offizier, zuletzt Generalmajor
- Bogislav von Schwerin (General) (1851–1926), preußischer General
- Botho von Schwerin (1866–1917), deutscher Elektrochemiker
- Carl Magnus von Schwerin (1715–1775), deutscher Generalmajor
- Christian Schwerin (* 1989), deutscher Handballspieler
- Christoph Andreas Graf von Schwerin von Schwanenfeld (1933–1996), deutscher Verleger, Journalist und Autor
- Claudius von Schwerin (1880–1944), deutscher Jurist und Rechtshistoriker
- Detlef Graf von Schwerin (* 1944), deutscher Historiker und Polizeipräsident
- Detlof von Schwerin (1869–1940), deutscher Generalmajor
- Dettlof von Schwerin (1650–1707), deutscher Generalleutnant
- Eberhard von Schwerin (1894–1959), deutscher Journalist und Politiker (NSDAP)
- Eckart Schwerin (1937–2009), deutscher Pastor und Hochschullehrer, kurzzeitig Staatssekretär in der letzten Regierung der DDR
- Edwin Schwerin (1886–1959), deutscher Ingenieur
- Erckhinger von Schwerin (1906–1979), deutscher Jurist
- Erdmann Friedrich von Schwerin (1704–1753), deutscher Landrat
- Erhard Schwerin (1939–2016), deutscher Fußballtorwart
- Ernst Schwerin (1869–1946), deutscher Textilunternehmer
- Friedrich Albert von Schwerin (1717–1789), preußischer Generalmajor und Politiker
- Friedrich August Leopold Karl von Schwerin (1750–1836), preußischer Generalmajor
- Friedrich Bogislav von Schwerin (1674–1747), preußischer Staats- und Kriegsminister
- Friedrich Ernst von Schwerin (1863–1936), deutscher Verwaltungsbeamter
- Friedrich Julius von Schwerin (1699–1747), preußischer Generalmajor
- Friedrich Leopold von Schwerin (1699–1750), preußischer Generalmajor
- Friedrich Rudolf Bernhard von Schwerin, auch von Schwerin-Stolpe (1869–1924), Gutsbesitzer und preußischer Hofmarschall
- Friedrich Wilhelm von Schwerin (Diplomat) (1678–1727), preußischer Diplomat
- Friedrich Wilhelm Felix von Schwerin (1740–1809), preußischer Generalmajor
- Friedrich Wilhelm Ludwig von Schwerin (1862–1925), preußischer Beamter
- Fritz Graf von Schwerin (1856–1934), deutscher Dendrologe und Schriftsteller
- Gerhard Graf von Schwerin (1899–1980), deutscher General
- Hans von Schwerin-Löwitz (1847–1918), deutscher Offizier und Politiker, MdL Preußen
- Hans Bogislav von Schwerin (1683–1747), deutscher Adliger, Diplomat und Forstbeamter
- Hans Bogislav Graf von Schwerin (1883–1967), deutscher Regierungsbeamter in Deutsch-Südwestafrika
- Hans-Bone von Schwerin (1898–1965), deutscher Politiker (CDU), Landrat von Gießen
- Hans-Hugold von Schwerin (1853–1912), schwedischer Afrikaforscher
- Heinrich von Schwerin (Landrat) (1776–1839), deutscher Rittergutsbesitzer und Landrat
- Heinrich von Schwerin (Politiker) (1836–1888), deutscher Politiker, MdL Preußen
- Heinz Schwerin (1910–1948), deutscher Innenarchitekt und Kunsthandwerker
- Herrmann von Schwerin (1776–1858), deutscher Generalmajor
- Hermann von Schwerin (Bischof) (1155–vor 1230), Dompropst zu Hamburg, Gegenbischof im Bistum Schwerin
- Hermann Schwerin (Filmproduzent) (1902–1970), deutscher Jurist, Filmfirmenmanager und Filmproduzent
- Hermann Otto Louis Karl von Schwerin (1851–1918), Mitglied des Preußischen Herrenhauses
- Jakob Philipp von Schwerin (1719–1779), schwedischer Reichsrat und Richter
- Jeanette Schwerin (1852–1899), deutsche Sozialarbeiterin und Frauenrechtlerin
- Johann Ludwig Graf Schwerin von Krosigk (1887–1977), deutscher Jurist und Politiker
- Jutta Oesterle-Schwerin (* 1941), deutsche Politikerin
- Karl von Schwerin (1844–1901), deutscher Verwaltungsbeamter und Landwirt
- Kerrin Gräfin von Schwerin (* 1941), deutsche Historikerin
- Kurt von Schwerin (General) (1817–1884), deutscher General der Infanterie
- Kurt Christoph von Schwerin (auch Curt Christoph von Schwerin; 1684–1757), deutscher Generalfeldmarschall
- Kurt Detloff von Schwerin (1853–1908), deutscher Verwaltungsjurist und Politiker
- Leopold Günther-Schwerin (1865–1945), deutscher Maler, Bildhauer und Schriftsteller
- Ludwig Schwerin (1897–1983), deutsch-israelischer Maler, Grafiker und Illustrator
- Magnus Carl Ferdinand Bogislaus von Schwerin (1746–1810), deutscher Oberst, Kommandant von Silberberg
- Manfred Schwerin (* 1950), deutscher Biologe und Hochschullehrer
- Margarete Gräfin von Schwerin (* 1952), deutsche Juristin und Richterin
- Maximilian von Schwerin-Putzar (1804–1872), deutscher Politiker, Mitglied der Frankfurter Nationalversammlung
- Moritz Friedrich Wilhelm von Schwerin (1745–1829), deutscher Offizier und Landrat
- Otto von Schwerin (Diplomat, 1616) (1616–1679), deutscher Hofbeamter, Diplomat und Politiker
- Otto von Schwerin (Diplomat, 1645) (1645–1705), deutscher Diplomat
- Otto Schwerin (Schriftsteller) (1890–1936), deutscher Schriftsteller
- Otto Magnus von Schwerin (1701–1777), deutscher Generalleutnant
- Philipp Adolph von Schwerin (1738–1815), preußischer Generalmajor
- Philipp Bogislav von Schwerin (1700–1751), preußischer Generalleutnant
- Reimar Julius von Schwerin (1695–1754), deutscher Generalleutnant
- Ricarda Schwerin (1912–1999), deutsch-israelische Fotografin
- Richard Graf von Schwerin (1892–1951), deutscher Offizier
- Sophie von Schwerin (1785–1863), deutsche Schriftstellerin
- Ulrich von Schwerin (1500–1575), deutscher Großhofmeister
- Ulrich Graf von Schwerin (1864–1930), deutscher Diplomat
- Ulrich von Schwerin (Journalist) (* 1980), deutscher Journalist
- Ulrich Wilhelm Graf Schwerin von Schwanenfeld (1902–1944), deutscher Offizier und Widerstandskämpfer
- Victor von Schwerin (1814–1903), deutscher Politiker
- Wilhelm von Schwerin (Oberst) (1773–1815), deutscher Oberst
- Wilhelm von Schwerin (General) (1739–1802), deutscher Generalleutnant
- Wolfgang Schwerin (1954–2020), deutscher Fußballspieler